# Ironman Afrique du Sud
L'Ironman Afrique du Sud (Ironman South Africa) est une compétition de triathlon longue distance créée en 2000 et qui se tient annuellement au mois d'avril à Port Elizabeth après avoir connu deux éditions dans la ville du Cap. Qualificatif pour le championnat du monde d'Ironman à Kona (Hawaï), la compétition attribue également le titre continental de « champion d'Afrique d'Ironman » dont  l'épreuve est le support.

## Histoire
| \| Le Cap · 2000-2001 Port Elizabeth · depuis 2004 \| Localisation de l'épreuve depuis 2000 |
| Le Cap · 2000-2001 Port Elizabeth · depuis 2004                                             |

En 2000 et 2001, la société EventPro, détenteur d'une licence de la World Triathlon Corporation (WTC), organise une compétition de triathlon sous le nom d'« Ironman Afrique du Sud ». La seconde année, 700 triathlètes sont sur la ligne de départ. En 2002 l'édition est annoncée mais annulée, la raison officielle invoquée pour justifier cette décision étant un problème financier du aux taux de change trop défavorable en Afrique du Sud. La redevance de la licence ainsi que les primes aux professionnels devant être réglées en dollars américain, le financement des sponsors s'avère alors insuffisant.
En 2004, les sociétés Triangle fondée et dirigée par George Hochegger  et Sport Promotion Gmnh, organisateurs sous licence de plusieurs Iromnans en Europe, obtiennent une licence pour la mise en œuvre d'une compétition au format Ironman 70.3. Celui-ci se tient à 800 km au nord du Cap, à Port Elizabeth, et offre points et primes aux professionnels ainsi que 30 dossards (slot) qualificatifs pour le championnat du monde à Hawaï. En 2005, la course s'allonge et prend la distance Ironman. En 2008, le rachat de la World Triathlon Corporation (WTC) par un fonds d'investissement privé, propulse le rachat et l’intégration des sociétés organisatrices. La WTC devient organisatrice de l'épreuve et lui confère une dimension continentale en l’élevant au statut de championnat continental d'Ironman.
En 2010, 1 800 triathlètes participent à l’édition. Depuis 2015, 75 dossards qualificatifs (slots) sont octroyés pour le championnat du monde à Hawaï au lieu de 50 en 2014.

## Palmarès

### Port Elizabeth
| Année | Médaille d'or        | Temps           | Médaille d'argent       | Temps           | Médaille de bronze      | Temps           |
| ----- | -------------------- | --------------- | ----------------------- | --------------- | ----------------------- | --------------- |
| 2025  | Magnus Ditlev        | 7 h 44 min 55 s | Marten Van Riel         | 7 h 49 min 28 s | Jonas Schomburg         | 7 h 52 min 19 s |
| 2024  | Rasmus Svenningsson  | 8 h 3 min 11 s  | Mathias Lyngsø Petersen | 8 h 6 min 50 s  | Cameron Wurf            | 8 h 7 min 37 s  |
| 2023  | Léon Chevalier       | 7 h 11 min 43 s | Bradley Weiss           | 7 h 16 min 2 s  | Mathias Lyngsø Petersen | 7 h 20 min 54 s |
| 2022  | Kyle Buckingham -2-  | 7 h 16 min 30 s | Bradley Weiss           | 7 h 16 min 49 s | Matt Trautman           | 7 h 17 min 36 s |
| 2021  | Maurice Clavel       | 7 h 30 min 29 s | Sebastian Kienle        | 7 h 32 min 31 s | Rasmus Svenningsson     | 7 h 34 min 34 s |
| 2019  | Ben Hoffman -3-      | 7 h 34 min 19 s | Nils Frommhold          | 7 h 40 min 12 s | Michael Weiss           | 7 h 42 min 35 s |
| 2018  | Kyle Buckingham -1-  | 8 h 13 min 0 s  | Joshua Amberger         | 8 h 16 min 1 s  | Maurice Clavel          | 8 h 16 min 51 s |
| 2017  | Ben Hoffman -2-      | 7 h 58 min 40 s | Nils Frommhold          | 7 h 59 min 30 s | David McNamee           | 8 h 7 min 31 s  |
| 2016  | Ben Hoffman -1-      | 8 h 12 min 37 s | Tim Berkel              | 8 h 14 min 51 s | Marko Albert            | 8 h 18 min 52 s |
| 2015  | Frederik Van Lierde  | 8 h 16 min 35 s | Iván Raña               | 8 h 30 min 45 s | Bart Aernouts           | 8 h 35 min 59 s |
| 2014  | Nils Frommhold       | 8 h 26 min 7 s  | Kyle Buckingham         | 8 h 32 min 39 s | Faris Al-Sultan         | 8 h 33 min 19 s |
| 2013  | Ronnie Schildknecht  | 8 h 11 min 24 s | Cyril Viennot           | 8 h 19 min 51 s | Bas Diederen            | 8 h 20 min 9 s  |
| 2012  | Clemente Alonso      | 8 h 34 min 45 s | Cyril Viennot           | 8 h 41 min 48 s | Mike Aigroz             | 8 h 46 min 4 s  |
| 2011  | Raynard Tissink -3-  | 8 h 5 min 36 s  | Andreas Böcherer        | 8 h 8 min 36 s  | James Cunnama           | 8 h 13 min 18 s |
| 2010  | Raynard Tissink -2-  | 8 h 23 min 28 s | Mathias Hecht           | 8 h 28 min 53 s | Daniel Fontana          | 8 h 33 min 48 s |
| 2009  | Marino Vanhoenacker  | 8 h 17 min 32 s | Michael Göhner          | 8 h 32 min 1 s  | Petr Vabroušek          | 8 h 36 min 7 s  |
| 2008  | Stephen Bayliss      | 8 h 18 min 23 s | Raynard Tissink         | 8 h 23 min 9 s  | Peter Schoissengeier    | 8 h 33 min 24 s |
| 2007  | Gerrit Schellens -2- | 8 h 33 min 4 s  | Raynard Tissink         | 8 h 36 min 6 s  | Stefan Riesen           | 8 h 41 min 38 s |
| 2006  | Gerrit Schellens -1- | 8 h 36 min 6 s  | Raynard Tissink         | 8 h 37 min 37 s | Petr Vabroušek          | 8 h 38 min 52 s |
| 2005  | Raynard Tissink -1-  | 8 h 21 min 35 s | Cyrille Neveu           | 8 h 37 min 25 s | Xavier Le Floch         | 8 h 37 min 38 s |
| 2004  | Timo Bracht          |                 | Raynard Tissink         |                 | Gilles Reboul           |                 |

| Année | Médaille d'or           | Temps           | Médaille d'argent       | Temps           | Médaille de bronze           | Temps            |
| ----- | ----------------------- | --------------- | ----------------------- | --------------- | ---------------------------- | ---------------- |
| 2025  | Anne Reischmann         | 8 h 51 min 41 s | Marta Sánchez Hernández | 8 h 54 min 57 s | Katrine Græsbøll Christensen | 8 h 58 min 41 s  |
| 2024  | Marta Sánchez Hernández | 9 h 15 min 36 s | Diede Diederiks         | 9 h 17 min 52 s | Laura Zimmermann             | 9 h 19 min 12 s  |
| 2023  | Laura Philipp           | 8 h 1 min 58 s  | Fenella Langridge       | 8 h 13 min 16 s | Penny Slater                 | 8 h 17 min 24 s  |
| 2022  | Daniela Bleymehl        | 8 h 22 min 33 s | Elena Illeditsch        | 8 h 33 min 58 s | Magda Nieuwoudt              | 8 h 37 min 44 s  |
| 2021  | Ruth Astle              | 8 h 38 min 50 s | Annah Watkinson         | 8 h 40 min 42 s | Jade Nicole Roberts          | 8 h 47 min 28 s  |
| 2019  | Lucy Charles -2-        | 8 h 35 min 31 s | Gurutze Frades          | 8 h 40 min 47 s | Annah Watkinson              | 8 h 43 min 18 s  |
| 2018  | Lucy Charles -1-        | 8 h 56 min 6 s  | Susie Cheetham          | 9 h 2 min 58 s  | Linsey Corbin                | 9 h 7 min 10 s   |
| 2017  | Daniela Ryf             | 8 h 47 min 2 s  | Kaisa Lehtonen          | 8 h 52 min 26 s | Susie Cheetham               | 9 h 4 min 49 s   |
| 2016  | Kaisa Lehtonen          | 9 h 6 min 50 s  | Susie Cheetham          | 9 h 9 min 49 s  | Lucy Gossage                 | 9 h 11 min 43 s  |
| 2015  | Jodie Swallow           | 9 h 26 min 56 s | Lucy Gossage            | 9 h 31 min 20 s | Susie Cheetham               | 9 h 33 min 2 s   |
| 2014  | Simone Brändli          | 9 h 31 min 54 s | Lucy Gossage            | 9 h 33 min 7 s  | Jodie Swallow                | 9 h 33 min 59 s  |
| 2013  | Jessie Donavan          | 9 h 10 min 58 s | Jodie Swallow           | 9 h 17 min 0 s  | Lucie Reed                   | 9 h 27 min 7 s   |
| 2012  | Natascha Badmann -4-    | 9 h 47 min 10 s | Simone Brändli          | 9 h 52 min 26 s | Diana Riesler                | 10 h 1 min 14 s  |
| 2011  | Chrissie Wellington     | 8 h 33 min 56 s | Rachel Joyce            | 9 h 8 min 23 s  | Diana Riesler                | 9 h 20 min 37 s  |
| 2010  | Sonja Tajsich           | 9 h 16 min 55 s | Caroline Steffen        | 9 h 22 min 0 s  | Tine Deckers                 | 9 h 29 min 58 s  |
| 2009  | Lucie Zelenková         | 9 h 16 min 32 s | Sonja Tajsich           | 9 h 27 min 59 s | Rachel Joyce                 | 9 h 37 min 0 s   |
| 2008  | Bella Comerford         | 9 h 27 min 48 s | Edith Niederfriniger    | 9 h 27 min 53 s | Lucie Zelenková              | 9 h 34 min 9 s   |
| 2007  | Natascha Badmann -3-    | 9 h 22 min 0 s  | Edith Niederfriniger    | 9 h 47 min 1 s  | Bella Comerford              | 9 h 48 min 40 s  |
| 2006  | Natascha Badmann -2-    | 9 h 46 min 38 s | Diane MacPherson        | 10 h 10 min 8 s | Cordula Möller               | 10 h 12 min 57 s |
| 2005  | Natascha Badmann -1-    | 9 h 23 min 51 s | Kathleen Smet           | 9 h 33 min 18 s | Sara Gross                   | 9 h 51 min 8 s   |
| 2004  | Kathleen Smet           |                 | Edith Niederfriniger    |                 | Heidi Jesberger              |                  |

### Le Cap
En 2000 et 2001 la compétition octroie 40 dossards qualificatifs (slots) pour le championnat du monde à Hawaï.
| Année | Médaille d'or  | Temps           | Médaille d'argent | Temps           | Médaille de bronze   | Temps           |
| ----- | -------------- | --------------- | ----------------- | --------------- | -------------------- | --------------- |
| 2001  | Lothar Leder   | 8 h 28 min 4 s  | Raynard Tissink   | 8 h 37 min 30 s | Félix Martinez-Rubio | 8 h 40 min 43 s |
| 2000  | Petr Vabroušek | 8 h 54 min 35 s | Jan van Rooyen    | 8 h 56 min 5 s  | Minna Oudeman        | 8 h 58 min 57 s |

| Année | Médaille d'or      | Temps           | Médaille d'argent | Temps           | Médaille de bronze | Temps           |
| ----- | ------------------ | --------------- | ----------------- | --------------- | ------------------ | --------------- |
| 2001  | Nina Kraft         | 9 h 33 min 11 s | Kathleen Smet     | 9 h 46 min 59 s | Katja Schumacher   | 9 h 59 min 45 s |
| 2000  | Paula Newby-Fraser | 9 h 57 min 23 s | Anke Erlank       | 10 h 20 min 3 s | Belinda Halloran   | 10 h 39 min 6 s |